# Konawaruk River
Konawaruk River är ett vattendrag i Guyana.   Det ligger i regionen Potaro-Siparuni, i den centrala delen av landet, 190 km söder om huvudstaden Georgetown.